# Tayari Jones
Tayari Jones (Atlanta, 30 novembre 1970) è una scrittrice statunitense.

## Biografia
Nata ad Atlanta nel 1970 da Mack e Barbara Jones, vive e lavora a Brooklyn. Ha ottenuto un B.A. allo Spelman College nel 1991, un M.A. all'Università dell'Iowa nel 1994 e un M.F.A. all'Università statale dell'Arizona nel 2000. A partire dal suo esordio nel 2002 con Leaving Atlanta, ha pubblicato altri 3 romanzi e suoi racconti e articoli sono apparsi su varie riviste e quotidiani come Tin House, The Believer, The New York Times e Callaloo. Professoressa associata alla Rutgers University-Newark, nel 2019 è stata insignita del prestigioso Women's Prize for Fiction per il romanzo Un matrimonio americano.

## Opere

### Romanzi
- Leaving Atlanta (2002)
- The Untelling (2005)
- Silver Sparrow (2011)
- Un matrimonio americano (An American Marriage), Vicenza, Neri Pozza, 2018 traduzione di Ada Arduini ISBN 978-88-545-1802-5.

## Premi e riconoscimenti
- Women's Prize for Fiction: 2019 vincitrice con Un matrimonio americano